# Christoph Eichhorn
Christoph Eichhorn (Kassel, República Federal de Alemania, 8 de septiembre de 1957) es un actor y director de teatro, cine y televisión.

## Juventud y primeros papeles
Nació en una familia relacionada con el arte dramático. Su padre, Werner Eichhorn, era actor, y su madre apuntadora. Ya de estudiante actuaba como extra en el Teatro Municipal de Fráncfort del Meno. En 1971 debutó en ese teatro con un papel en Jim Botón y Lucas el maquinista, adaptación de la novela homónima de Michael Ende. A los 15 años intervino por primera vez en una película y de 1972 a 1977 formó parte del elenco de la Schauspielhaus de Bochum. La fama en Alemania le llegó en 1982, por su papel de Hans Castorp, el protagonista de la adaptación al cine de La montaña mágica, novela de Thomas Mann, que dirigió Hans W. Geißendörfer.

## Madurez
A partir de la década de 1990 Eichhorn se especializó en series de televisión, generalmente interpretando personajes secundarios. En estas fechas también empezó a dirigir cada vez con mayor frecuencia (la primera obra que dirigió databa de una década atrás, cuando en 1980 rodó el cortometraje Freia und Ferry, en el que Eichhorn interpretaba además a los dos personajes protagonistas). Con el tiempo, la dirección acabó siendo su actividad principal.
También colaboró con teatros de marionetas (puso voz al chimpancé Bubu en la obra Drei Dschungeldetektive del teatro Augsburger Puppenkiste, 1991) e hizo interpretaciones para la radio. En 1992 participó en sendas obras emitidas por la Hessischer Rundfunk: Kontrollierte Gefühle de Heinz-Werner Geisenberger, que ganó el Premio Ingeborg Drewitz (1992), y Negativ, weil positiv de Heinz-Werner Geisenberger, que ganó el Premio de Medios de la Fundación Alemana contra el SIDA en 1993.

## Vida privada
En 2021, Eichhorn hizo pública su homosexualidad. Fue en una entrevista publicada en el número de febrero de la revista Süddeutsche Zeitung Magazin. Con él, también otros 185 miembros del mundo del espectáculo alemán (como Anian Zollner, Mehmet Ateşçi, Anna Holmes, Jonathan Berlin, Hanna Müller o Maren Kroymann) reconocieron su condición de gais, lesbianas, bisexuales, cuirs, no binarios o trans.

## Filmografía

### Como actor
| - 1973: Die Zärtlichkeit der Wölfe - 1979: Ein Kapitel für sich (miniserie de televisión) - 1979: Neonschatten (telefilme) - 1980: Kaiserhofstraße 12 (telefilme) - 1980: Luftwaffenhelfer (telefilme) - 1981: Exil (miniserie de televisión) - 1982: Die Chance (cortometraje) - 1982: La montaña mágica - 1983: Kiez - 1985: Westler - 1985: Die Frau mit den Karfunkelsteinen (telefilme) - 1986: Peter the Great (miniserie de televisión) - 1987: Kunyonga: Murder in Africa - 1988: Die Geierwally | - 1989: Johanna D'Arc of Mongolia - 1989: The Dancing Girl - 1989: Hard Days, Hard Nights - 1990: The Plot to Kill Hitler - 1991: Ende der Unschuld (telefilme) - 1991: Begräbnis einer Gräfin (telefilme) - 1993: Die Denunziantin - 1993: Rosenemil - 1994: Tödliches Erbe (telefilme) - 1995: Großstadtrevier (teleserie, 4 episodios) - 1996: Das Geheimnis des Sagala (teleserie) - 1985–1995: Derrick (teleserie, 8 episodios) - 1978–1996: Der Alte (teleserie, 6 episodios) - 2000: Escape to Life: The Erika and Klaus Mann Story |

### Como director
| - 1982: Die Chance - 1988: Der Weg zum Ruhm - 1989: Jenseits von Blau - 1995: Der Mann auf der Bettkante - 1996: Alerta Cobra (teleserie) - 1998: Im Namen des Gesetzes (teleserie) - 2001: Die Kumpel (teleserie) | - 2002: Denninger – Der Mallorcakrimi (teleserie) - 2002–2003: Balko (teleserie) - 2007–2010: Ein Fall für Zwei (teleserie) - 2007–2010: KRIMI.DE (teleserie) - 2007–2009: SOKO Leipzig (teleserie) - 2010: SOKO Stuttgart (teleserie) - 2010: Colonia Brigada Criminal (teleserie) |